# پیماتونینگ ساوت (پنسیلوانیا)
پیماتونینگ ساوت (به انگلیسی: Pymatuning South) یک منطقهٔ مسکونی در ایالات متحده آمریکا است که در پنسیلوانیا واقع شده‌است. پیماتونینگ ساوت ۶٫۷۴ کیلومتر مربع مساحت و ۴۷۹ نفر جمعیت دارد.